# Де Рейнольд, Гонзаге
Гонзаге де Рейнольд (фр. Gonzague de Reynold; 15 июля 1880, Фрибур — 9 апреля 1970, там же) — швейцарский писатель
, историк, эколог, педагог и правый политик. За свою шестидесятилетнюю карьеру написал более тридцати книг, в которых изложил своё традиционалистское католическое и швейцарское националистическое мировоззрение.

## Биография
Выходец из фрибургской аристократии. Обучался в Коллеже Сен-Мишель (Collège Saint-Michel), Сорбонне и Католическом институте Парижа . Вернувшись в Швейцарию, преподавал философию и французскую литературу в Бернском и Фрибургском университетах.
Правый интеллектуал, ностальгирующий по аристократическому прошлому Швейцарии, на протяжении всей своей жизни был защитником консервативных, католических и националистических ценностей и противником прогресса, неустанно приверженным радикализму в швейцарском стиле.
Последовательно «скептически относящийся к либеральной демократии и язвительно относящийся к современности во всех её формах», де Рейнольд посвятил свою жизнь продвижению швейцарских националистических и правых, традиционалистских католических идей. В письмах описал давнего друга португальского диктатора Антониу ди Оливейру Салазара и нанёс личный визит Бенито Муссолини в 1933 году. Посвятил два десятилетия своей карьеры международным делам. В 1932 году Гонзаге де Рейнольд стал вице-президентом Комиссии по интеллектуальному сотрудничеству Лиги Наций. 
В 1955 году был награждён премией Шиллера, несколько раз был номинирован на Нобелевскую премию по литературе.

## Избранные публикации
- Histoire littéraire de la Suisse au XVIIIe siècle, Volume I : Le Doyen Bridel, Bridel, Lausanne 1909, Volume II Bodmer et l'École suisse, Bridel, Lausanne 1912
- Contes et Légendes de la Suisse héroïque, Payot, Lausanne, 1913
- Cités et pays suisses, Payot, Lausanne, 3 volumes entre 1914 et 1920
- La Gloire qui chante, Poème dramatique, Spes, Lausanne, 1919
- Charles Baudelaire, Georg, Genève et Paris, Crès, 1920
- La Suisse une et diverse, Fragnière, Fribourg, 1923
- La démocratie et la Suisse : Essai d’une philosophie de notre histoire nationale, Les Éditions du Chandelier, Bienne, 1934
- Europe tragique, Spes, Paris, 1934
- Le Génie de Berne et l'Âme de Fribourg, Pavot, Lausanne, 1935
- Conscience de la Suisse, Baconnière, Neuchâtel, 1938
- Défense et Illustration de l’Esprit suisse, Baconnière, Neuchâtel 1939
- D’où vient l’Allemagne ? Plon, Paris, 1939
- Grandeur de la Suisse, Baconnière, Neuchâtel, 1940
- La Suisse de toujours et les Evénements d’aujourd’hui, Zurich, 1941
- La Formation de /'Europe:
  - I. Qu’est-ce que l’Europe ? LUF, Fribourg, 1944
  - II. Le Monde grec et sa Pensée, LUF, Fribourg, 1944
  - III. L’Hellénisme et le Génie européen, LUF, 1944
  - IV. L’Empire romain, LUF, Fribourg et Paris, 1945
  - V. Le Monde barbare: Les Celtes, LUF, Paris, 1949
  - VI. Le Monde barbare: Les Germains, Plon, Paris, 1953
  - VII. Le Monde russe, LUF-Plon, Paris, 1950
  - VIII. Le Toit chrétien, Plon, Paris, 1957
- Impressions d’Amérique, Marguerat, Lausanne, 1950
- Fribourg et le Monde, La Baconnière, Neuchâtel, 1957
- Mes mémoires, Éditions générales, Genève, 1960—1963
- Synthèse du xviie siècle, La France classique et l’Europe baroque, Éditions du Conquistador, Paris, 1962
- Gonzague de Reynold raconte la Suisse et son Histoire, Pavot, Lausanne, 1965
- Destin du Jura, Rencontre, Lausanne, 1967
- Expérience de la Suisse, éd. De Nuithonie, Fribourg, 1970